# Витрувий (лунный кратер)
Кратер Витрувий (лат. Vitruvius) — небольшой ударный кратер на северной границе Моря Спокойствия на видимой стороне Луны. Название присвоено в честь римского архитектора и механика, учёного-энциклопедиста Марка Витрувия Поллиона (I век до н. э.) и утверждено Международным астрономическим союзом в 1935 г. Образование кратера относится к позднеимбрийскому периоду.

## Описание кратера
Ближайшими соседями кратера являются кратер Дауэс на западе, кратер Фаброни на северо-западе, кратер Чин-Те на севере-северо-западе, кратер Литтров на севере, кратер Маральди на северо-востоке, кратер Гарднер на востоке, кратер Кахаль на юге-юго-востоке, кратер Янсен на юго-западе и кратер Плиний на западе-юго-западе. На юге от кратера находится Море Спокойствия, на востоке Залив Любви, на северо-западе Море Ясности. Среди других деталей лунного рельефа надо упомянуть пик Аргея, борозду Кармен, борозду Рудольфа на западе-северо-западе; пик Витрувия на севере; гряды Барлоу на юге и борозду Янсена на юго-западе. Селенографические координаты центра кратера 17°40′ с. ш. 31°17′ в. д. / 17,66° с. ш. 31,28° в. д., диаметр 30,9 км, глубина 1,88 км.
Кратер имеет полигональную форму, достаточно хорошо сохранился, вал четко очерчен и имеет острую кромку. К южной части внешнего откоса вала примыкает небольшой кратер. Средняя высота вала кратера над окружающей местностью 900 м, наибольшего возвышения вал достигает в северо-западной части, объем кратера составляет приблизительно 570 км³. Дно чаши неровное, сильно пересеченное, с небольшим поднятием местности в юго-западной части. Кратер окружает ровная поверхность лунного моря, кроме северной части, где местность поднята и пересечена. Внутренняя часть кратера имеет яркость 2½° по таблице яркостей Шрётера.

## Сателлитные кратеры
| Витрувий | Координаты                                            | Диаметр, км |
| -------- | ----------------------------------------------------- | ----------- |
| B        | 16°22′ с. ш. 32°58′ в. д. / 16,37° с. ш. 32,96° в. д. | 17,8        |
| G        | 13°53′ с. ш. 34°37′ в. д. / 13,89° с. ш. 34,61° в. д. | 5,0         |
| H        | 16°22′ с. ш. 33°48′ в. д. / 16,36° с. ш. 33,8° в. д.  | 22,4        |
| L        | 18°56′ с. ш. 30°41′ в. д. / 18,94° с. ш. 30,68° в. д. | 5,6         |
| M        | 16°08′ с. ш. 31°31′ в. д. / 16,13° с. ш. 31,51° в. д. | 3,7         |
| T        | 17°40′ с. ш. 31°17′ в. д. / 17,66° с. ш. 31,28° в. д. | 30,9        |

- Сателлитный кратер Витрувий А в 1976 г. переименован Международным астрономическим союзом в кратер Гарднер. В этом кратере зарегистрированы термальные аномалии во время лунных затмений. Это явление объясняется небольшим возрастом кратера и отсутствием достаточного слоя реголита, оказывающего термоизолирующее действие.
- Сателлитный кратер Витрувий B был назван кратером Фишер[5], но Международный астрономический союз не утвердил это название.
- Сателлитный кратер Витрувий E в 1976 г. переименован Международным астрономическим союзом в кратер Фаброни.
- На фототопографической карте 61-A1 сателлитный кратер Витрувий G неофициально именован как кратер Эль-Греко.

## Места посадок космических аппаратов
Приблизительно в 40 км к северу от сателлитного кратера Витрувий L находится место посадки лунного модуля "Челленджер" экспедиции Аполлон-17.